# Rückkehr nach Montauk
Rückkehr nach Montauk (Originaltitel: Return to Montauk) ist ein Spielfilm von Volker Schlöndorff aus dem Jahr 2017. Die deutsch-französisch-irische Koproduktion basiert auf einem Originaldrehbuch von Colm Tóibín und Regisseur Schlöndorff und ist dem Andenken von Max Frisch (Montauk) gewidmet. Das Drama erzählt von einem älteren Schriftsteller (dargestellt von Stellan Skarsgård), der nach Jahren seine frühere Geliebte (Nina Hoss) in New York wiedertrifft. Beide beschließen daraufhin, das Wochenende gemeinsam im titelgebenden Küstenort Montauk auf Long Island zu verbringen, wo sie einst glücklich waren.
Der Film wurde im Wettbewerb der 67. Berlinale am 15. Februar 2017 uraufgeführt. Regulärer Kinostart in Deutschland war am 11. Mai 2017.

## Handlung
New York, im Winter: Der in Berlin lebende Schriftsteller Max Zorn, Anfang 60, reist für einige Tage zu einer Buchpremiere in die USA. Vorstellen soll er seinen sehr persönlichen Roman The Hunter and the Hunted, der vom Scheitern einer großen Liebe vor siebzehn Jahren in New York berichtet. Bereits erwartet wird Max von seiner jüngeren Lebensgefährtin Clara. Sie hat als Praktikantin beim amerikanischen Verlag an der Veröffentlichung der englischen Übersetzung mitgearbeitet und Max seit Monaten nicht gesehen.
Bei einer Lesung trifft Max zufällig auf seinen früheren literarischen Mentor Walter. Max bittet ihn um die Kontaktdaten von Rebecca Epstein, jener Frau, die ihn zu seinem Roman inspirierte und mit der er einst in New York eine Beziehung geführt hatte. Ursprünglich aus Ostdeutschland kommend, hat Rebecca in der Stadt als Staatsanwältin Karriere gemacht und arbeitet mittlerweile erfolgreich als Wirtschaftsanwältin. Als Max Rebecca telefonisch zu seiner Lesung in der Public Library einladen möchte, sagt diese ab. Daraufhin macht er sich gemeinsam mit der Verlagsmitarbeiterin Lindsey auf den Weg zu ihrer Kanzlei. Rebecca empfängt die beiden im Foyer, erscheint aber distanziert und erhält von Max am Ende ein Exemplar seines Buches.
Bei der Lesung in der New York Public Library trägt Max eine sehr persönliche Stelle aus seinem Roman vor, die Clara verunsichert, während ihr Arbeitskollege Roderick ihn als wenig taktvoll rügt. Bei der anschließenden Feier in einem Club reagiert der alkoholisierte Max eifersüchtig auf Claras Freundschaft zu Roderick. Er verlässt den Ort und besucht Rebecca spontan in ihrem eleganten Apartment in der Innenstadt. Sie hatte mit einer Freundin ein Konzert besucht, um nicht an Max’ Lesung teilnehmen zu müssen.
Am nächsten Tag lädt Rebecca Max zu einem Ausflug am Wochenende in den Küstenort Montauk ein, wo beide einst glücklich waren. Rebecca will sich ein Strandhaus ansehen, das zum Verkauf steht. Max willigt ein und verheimlicht den Ausflug Clara. Als der Makler nicht wie vereinbart erscheint, um das Strandhaus aufzuschließen, verbringen Max und Rebecca die Nacht im Hotel. Beide schlafen miteinander. Max fasst daraufhin den Entschluss, sich von Clara zu trennen und Rebecca wieder anzunähern. Rebecca ist aber gegen eine Wiederaufnahme ihrer Beziehung. Sie hatte sich nach ihm in den jungen Arbeitskollegen Markus verliebt, der aber an einem plötzlichen Herzinfarkt starb. Bis heute hat Rebecca den Verlust nicht verarbeiten können. Max wiederum war nach dem Ende ihrer Beziehung nach Berlin zurückgekehrt und hatte auf einer Lesereise eine Affäre mit einer Frau angefangen, die ein Kind von ihm bekam, eine mittlerweile 16 Jahre alte Tochter. Schweigend treten Max und Rebecca die Rückfahrt nach New York an, nachdem Rebecca kurz zuvor einen Nervenzusammenbruch erlitten hat.
In New York muss Max feststellen, dass Clara das gemeinsame Hotel verlassen hat. Er sucht sie in ihrer schäbigen Wohnung auf, wo sie ihm vorwirft, in den letzten Monaten zu wenig Kontakt zu ihr gehalten zu haben. Auch verdächtigt Clara Max, sie mit der Verlagsangestellten Lindsey betrogen zu haben, die ihn bei den Vorbereitungen zur Reise nach Montauk gedeckt hatte. Max verneint und nimmt ihr das Versprechen ab, zusammen zu bleiben. Als Walter dem finanziell angeschlagenen Autor eine lang versprochene Originalzeichnung von Paul Klee schenken will, lehnt dieser zur Verwunderung Claras ab. Bei der Abreise am Flughafen gesteht Max Clara seinen Seitensprung mit Rebecca, die er als „Geist“ bezeichnet. Clara erwidert, dass man Geister nicht „ficken“ könne.

## Entstehungsgeschichte

### Inspiration und Drehbuch

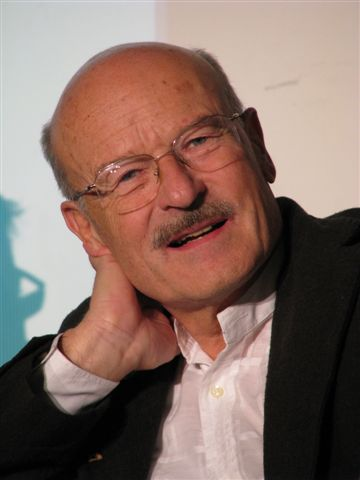
Regisseur Volker Schlöndorff

Für den deutschen Filmemacher Volker Schlöndorff war Rückkehr nach Montauk ein lang gehegtes Wunschprojekt. Er hatte bereits 1991 beim Spielfilm Homo Faber, basierend auf dem Roman des Schweizer Schriftstellers Max Frisch (1911–1991), mit dem er befreundet war, Regie geführt. Jener Film war von der Kritik allerdings überwiegend abgelehnt worden.
Zu Rückkehr nach Montauk wurde Schlöndorff durch Frischs 1975 veröffentlichte Erzählung Montauk inspiriert, in der der Autor ein Wochenende mit einer jungen Frau an der amerikanischen Ostküste verbringt. Etwa um 2010 war der Produzent Rainer Kölmel mit dem Vorschlag an Schlöndorff herangetreten, das Buch zu verfilmen. Im Gegensatz zu Homo Faber, bei dem Rudy Wurlitzer Frischs Roman zum Drehbuch umgearbeitet hatte, weigerte sich Schlöndorff aber, Montauk direkt für das Kino zu adaptieren. Die Erzählung verfügte über zu viele Rückblenden in Frischs früheres Leben. Schlöndorff arbeitete stattdessen gemeinsam mit dem irischen Schriftsteller und Drehbuchautor Colm Tóibín ein Originaldrehbuch aus, das laut Schlöndorff „[…] weder eine Verfilmung des Buches von Max Frisch, noch eine Reisebeschreibung“ und dem Andenken Frischs gewidmet sei. Nur die Konstellation sei laut Schlöndorff vom Schweizer Autor „gestohlen“. „Es ist kein Schlüsselwerk. Weder ein Schlüsselwerk über Max Frisch, noch ein Schlüsselwerk etwa über mich oder meinen Koautoren, der auch sehr, sehr viel Eigenes da reingebracht hat. Also ja, das ist gelebtes Leben verwandelt in Fiktion“, so Schlöndorff. Tóibín, der über keine Skripterfahrung verfügte und auch nicht in dramaturgischen Begriffen dachte, schrieb die Texte, aus denen Schlöndorff dann das eigentliche Drehbuch montierte. Laut Colm Tóibín hätten Schlöndorff und er bei der Arbeit am Drehbuch Spaß gehabt. „Je trauriger es wurde, desto mehr haben wir gelacht“, so Toíbín. Schlöndorff gab an, Rückkehr nach Montauk zeige einen Autor bei der Arbeit. Das Drehbuch sei eine Art doppelte Autobiographie, die aber „von Lügen“ strotze. Es sei der erste Film über Schlöndorffs eigenes Leben, der selbst mehrere Jahre in New York gelebt hat: „Ich wollte endlich mal über mich reden“.
Nebenbei schrieb Tóibín die gemeinsame Geschichte als Roman auf, der aber nicht zum Drehstart fertig wurde. Er versorgte Schlöndorff daraufhin immer wieder mit neuen Manuskriptseiten, so dass dieser Texte in Reserve hatte. Wenn Schlöndorff noch Dialog brauchte, rief er Toíbín nachts an oder verwendete Sätze aus seinem eigenen realen Leben.

### Casting
Für die Hauptrollen von Max Zorn und Rebecca verpflichtete Volker Schlöndorff den Schweden Stellan Skarsgård und die Deutsche Nina Hoss. Beide lobten Tóibíns und Schlöndorffs Drehbuch. Schlöndorff und die beiden Hauptdarsteller trafen sich bereits ein Jahr vor den Dreharbeiten und tauschten sich bei gemeinsamen Essen aus. Von September 2015 bis April 2016 fanden immer wieder Proben statt. Koautor Colm Tóibín war während der ersten Proben anwesend und griff korrigierend ein. „Als wir zu drehen anfingen, war alles klar – das Verhältnis der Schauspieler untereinander, wie sie miteinander umgehen, die Texte waren abgeklopft. Dadurch konnten wir, als wir in New York ankamen, sofort einsteigen“, so Schlöndorff.
Stellan Skarsgård bezeichnete Schlöndorff als „Legende“. Er habe die zu spielende Figur eigenen Angaben zufolge sofort gemocht. „Seine Unklarheit, die Unehrlichkeit auch vor sich selbst, seine Widersprüche. Er ist wie wir“, so Skarsgård über Max Zorn. Schlöndorff soll während der Dreharbeiten geäußert haben, dass Skarsgård die Figur zu seiner eigenen gemacht habe. Max Zorn hätte mit der Zeit viel mehr von Skarsgård als von Max Frisch oder der von Schlöndorff erdachten Figur. Schlöndorff mutmaßte, der Schwede habe die Rolle seines Lebens gefunden, mehr noch als bei der britischen Fernsehserie River (2015), in der er einen Polizeiinspektor spielt. Skarsgård habe während der späteren Dreharbeiten ebenfalls geholfen, Druck zu minimieren. Er überzeugte Schlöndorff, dass es beim digitalen Filmdreh nicht darauf ankomme, wie viel Material man verbrauche. Schlöndorff war ein Regisseur der „alten Schule“, der schnell zur Filmklappe griff und noch erlebt hatte, dass sich die Kosten des Films an der Länge des Materials in Metern orientierten. Mit dieser neuen Sichtweise konfrontiert, drehte Schlöndorff daraufhin manche Szenen ohne Unterbrechung bis zu vier-, fünfmal hintereinander, wodurch das Spiel seiner Akteure jedes Mal etwas „freier“ geworden sei.
Schlöndorff empfand Nina Hoss als Idealbesetzung für den Part der Rebecca. Hoss wiederum freute sich über die langen Dialoge des Drehbuchs. „Ich bin ja eher jemand, die in Filmen spielt, wo ich weniger sage und vom Theater kenne ich das viele Reden und dass ich das jetzt mal kombinieren kann, ist wirklich schön“, so Hoss. Während der Dreharbeiten sollte sie später die Offenheit des Regisseurs loben. „Er ist immer ehrlich in seinen Empfindungen“, so Hoss. „Nach dieser Ehrlichkeit suche ich mit meinen Figuren auch, und das empfinde ich immer als Risiko. Und er macht es mir sehr leicht, mich in dieses Risiko zu stürzen.“

### Dreharbeiten
Für den Film waren insgesamt 25 Drehtage vorgesehen – dreizehn Tage in New York und Montauk, zwölf Tage im Filmstudio in Berlin. Die Dreharbeiten für die Außenaufnahmen begannen am 26. April 2016 in New York, obwohl das Produktionsteam über keine Drehgenehmigung verfügte. Schlöndorff hatte sich eigenen Angaben zufolge immer gewünscht, die Stadt als Drehort zu nutzen. Ihm sei in New York etwas Ähnliches passiert wie den Figuren im Film und der Dreh sei einfach gewesen. Eingesetzt wurde nur ein kleines Filmteam, während die Trailer ein paar Straßenblöcke entfernt aufgestellt waren. In Montauk, Long Island, schätzte Schlöndorff das besondere Licht. Die Dreharbeiten endeten am 4. Juni 2016 mit den Innenaufnahmen in Berlin. Schlöndorff ließ verlautbaren, dass er selten beim Filmdreh so viel Freude gehabt habe wie bei Rückkehr nach Montauk. „[…] früher habe ich oft Filme gemacht, weil ich meinte, das muss jetzt sein. Pflicht also. Dieser ist Kür. One from the heart. Ich wollte diese Geschichte erzählen, das war mir sehr wichtig. Es heißt doch, man kommt über nichts hinweg. Aber ich bin durch diesen Film über etwas hinweggekommen […]“, so Schlöndorff.
Für Rückkehr nach Montauk konnte Schlöndorff erstmals Regina Ziegler als Produzentin gewinnen. Ziegler habe sofort an den Film geglaubt. Beide kannten sich bereits seit langem, da sie wegen des Verfalls von Fördergeldern an innerdeutschen Koproduktionen zusammenarbeiteten. Zuvor hatte Schlöndorff wegen der vielen Dialoge im Drehbuch mehrere Absagen erhalten. Ebenfalls beteiligt waren die französische Pyramide Productions und die irische Savage Production. Die Produktionskosten betrugen 4,7 Mio. Euro.

### Sonstiges
Bei den beiden Bildern aus Walters Sammlung handelt es sich um Engel vom Stern (1939) und drüber und empor (1931) aus dem Zentrum Paul Klee in Bern.

## Auszeichnungen
Rückkehr nach Montauk lief auf der Berlinale im Wettbewerb um den Goldenen Bären, den Hauptpreis des Filmfestivals, erhielt aber keine Auszeichnung.

## Kritik
Die Reaktion der internationalen Filmkritik fiel gemischt aus. Bei Rotten Tomatoes erreichte der Film eine Minus-Quote von 47 % auf der Grundlage von 17 Filmkritiken.
Die Irish Times titelt ihre Filmkritik: „Return to Montauk review: A cold but classy concoction, Sadly this Colm Tóibín-assisted effort has none of the warmth of his best work“ und schreibt: „Der Film, gedreht in gedämpften Blautönen mit zwei ruhelos agierenden Hauptdarstellern, bleibt eine kalte Mischung, die ein wenig zuviel Nachsicht mit diesen Charakteren verlangt. Aber er strahlt Klasse aus. Und das ist keine geringe Sache.“
Michael Pattison von RogerEbert.com zieht Vergleiche zu Michel Gondrys Film Eternal Sunshine of the Spotless Mind, der ebenfalls in Montauk spielt und ebenfalls das Feld der Mechanismen von Erinnerung und Liebesromanze sondiere. Der Vergleich fällt nicht zu Gunsten von Schlöndorff aus. Dessen Film sei „platt wie ein Pfannkuchen“, wenn es um die „central chemistry“ gehe. Der Kritiker lobt zwar die schauspielerische Leistung von Nina Hoss, hält Skarsgård aber für eine krasse Fehlbesetzung.
Der Kritiker von spielfilm.de gibt dem Film zwei von fünf möglichen Punkten und meint, der Regisseur hätte möglicherweise „bittersüßes dramaturgisches Kapital“ aus dem Buch schlagen können. Allerdings werde das Geschehen zu distanziert eingefangen, etliche Dialoge wirkten gestelzt, die geäußerten Gefühle muteten eher wie Behauptungen an. Gelobt wird zwar die Arbeit des Kameramanns, der allerdings nicht verhindern könne, dass Schlöndorff „zu sehr auf das gesprochene Wort und in enttäuschend geringem Maße auf das Visuelle“ [setze]. Dem Werke hafte dadurch etwas Schwerfällig-Biederes an, das auch durch die Musik nicht kaschiert werden könne.